# Impatiens gossweileri
Impatiens gossweileri là một loài thực vật có hoa trong họ Bóng nước. Loài này được G.M.Schulze mô tả khoa học đầu tiên năm 1955.